# SFジーゲン
シュポルトフロインデ・ジーゲン（Sportfreunde Siegen）は、ドイツ・ジーゲンのサッカークラブチーム。

## 概要
1899年、ヤーン・ジーゲン（Fußballclub Jahn Siegen）が創設された。1923年、07ジーゲン（Sportverein 07 Siegen）との合併を経て、現チーム名となった。ブンデスリーガ発足後、3部・4部リーグを往復していたが、2005年にブンデスリーガ2部へと昇格を果たした。しかしながら2005-2006シーズンは2部最下位となり再びレギオナルリーガ（南部）に降格した。
男子チームとは異なり、女子チーム（SFジーゲン）は女子サッカーリーグの強豪チームである。リーグ戦、カップ戦ともに5度のドイツ優勝を果たした。

## タイトル

### 国内タイトル
なし

### 国際タイトル
なし

## 歴代所属選手

### DF
- トーニ・ティプリッチ 2013-2014

### MF
- マルセル・ヘラー 2006
- アブデルハミド・サビリ 2015-2016

### FW
- パトリック・ヘルメス 2003-2005

## 歴代監督
- ミヒャエル・ボリス（英語版）[1] 2011–2014、2014–2015